# 伝達性海綿状脳症

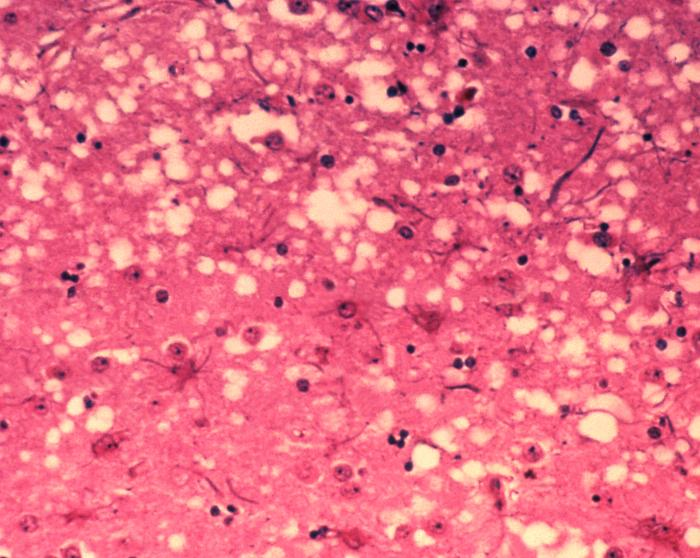
顕微鏡で確認できるほどの微細な「穴」は、プリオンが感染した組織切片に見られる特徴である。これが「スポンジ状」の構造を作り出す。

伝達性海綿状脳症（でんたつせいかいめんじょうのうしょう、Transmissible spongiform encephalopathy、略称TSE）または伝播性海綿状脳症（でんぱせい—）はプリオン病の別名。プリオン病（プリオンびょう）は異常プリオン蛋白の増加による中枢神経疾患(感染症)の総称である。代表的な疾患にヒトのヤコブ病、羊のスクレイピー、ウシの牛海綿状脳症などがある。
この疾患の脳組織には海綿状態が共通の特徴として見られる。光学顕微鏡で多数の泡の集まりのように見えるので海綿状の名がある。

## 概要
プリオンは、中枢神経系で細胞外凝集することで正常組織を破壊するアミロイド斑を形成し、神経変性疾患を引き起こす。この組織破壊はスポンジ状の「穴」が現れるのが特徴であるが、これは神経細胞中で起こる空胞形成によるものである。その他では、星膠症や炎症反応欠如といった組織学的変化が現れる。プリオン病の潜伏期間は一般的に非常に長く、一度症状が現れると疾患は急速に進行し、脳傷害や死へつながる。神経変性に関連する症候としては、不随意運動、認知症、運動失調、行動変化、人格変化などが現れる。
プリオン病は、1980年頃から定着した疾患概念であり、かつては遅発ウイルス感染症と呼ばれていた。しかしながら、病理組織に感染徴候、炎症所見がないのが特徴と認められていた。海綿状態は、先天性代謝異常症のグルタール酸血症（1型）でも高度である。また、栄養失調その他の疾患でも起こりうる状態なので、伝達性海綿状脳症に限るものではない。しかし、この特徴がその後の一連の伝達実験の成功、原因解明を導くきっかけとなった。
家畜伝染病予防法における法定伝染病であり、対象家畜は牛、水牛、シカ、めん羊、山羊。

## 解明
異なる種の異なる症状・疾患は、異常蛋白が原因だった。
1959年、W.J.Hadlowがスクレイピーとクールーが海綿状態において類似することを発表し、1966年、Gajdusekがクールーをチンパンジーに伝達することに成功した。同じ頃、神経難病を高等哺乳類に伝達する実験が行われていたが、いずれも不成功の中、海綿状態を共通項として、クロイツフェルト・ヤコブ病(CJD)、家族性のゲルストマン・ストロイスラー・シャインカー症候群、（最近では牛海綿状脳症）などの伝達が証明された。
スクレイピーは18世紀から知られる羊の神経疾患で、J.Cuilleが1936年に脳の乳化物を動物に接種して、疾患が伝達されることを確認した。その後、病原体が濾過性であることから、1954年にシガードソン（Bjoern Sigurdson）が遅発性ウイルスを提唱した。1959年にWilliam Hadlowがスクレイピーとクールー（Kuru）の海綿状態が似ていることに気づき論文を発表。これを受け、ガイジュセック（Daniel Carleton Gajdusek）が1966年にチンパンジーへの伝達実験に成功し、遅発性ウイルス説を主張した。また、1959年に、Igor Klatzoがクロイツフェルト・ヤコブ病(CJD)の一部の病型ではKuru同様の海綿状態を示すことを指摘し、Gibbsが1968年にCJDの伝達実験に成功した。
このころから、ウイルス説が全盛となったが、1974年、日本では生田が脂質代謝異常説をとるなど、疑問を呈する研究者もあった。電子顕微鏡でウイルスを見出したとする報告もあったが、再現性のある報告は続かず、通常のウイルスとしては異例の性質が注目されるようになった。
スタンリー・B・プルシナー はスクレイピーの脳標本から原因物質単離を試みた。遠心分離やその他の技術で上清、蛋白、ウイルス、細胞膜等を分離し、蛋白分画に感染性があることを証明し、1982年に感染性の蛋白という意味のプリオンを提唱した。その後の研究により、プリオン蛋白が立体構造を変化させて発病するというメカニズムで、孤発例、遺伝例、伝達例を比較的シンプルに説明した。その功績により、1997年にノーベル賞の医学・生理学賞を受賞した。
ノーベル賞講演の中でプルシナーはプリオンがまだ仮説の段階であり、ウイルスの可能性は否定できないと述べている。しかし、その意味するウイルスは通常のビリオンの形をとるウイルスのことではない。プリオン蛋白の分子量程度で、プリオン蛋白サンプル作成中に混入しうる小RNAを想定している。植物に病気を起こすウイロイド（200-400塩基）は、RNAの立体構造が宿主のRNAを乱すことで、発病するという説がある。同様に、核酸がプリオン蛋白に作用して、立体異性を引き起こす可能性も否定できないと主張している。
プルシナーの研究グループは'97年以降も研究を重ね、2005年、50塩基以上の核酸断片を除き、かつ感染力のあるプリオン蛋白分画を用意し、これに混入する25塩基程度の核酸断片は宿主細胞由来のものであることを示し、化学処理の結果から考えると、核酸が異常プリオン蛋白の原因である可能性は極めて低いとしている。まだ可能性は0ではないかもしれないが、プリオン蛋白以外の不純物に原因を求めるのは、かなり難しくなっている。

## 「伝達」という用語
現在、プリオン病は感染症の一種と分類される。しかし、プリオン病の発病メカニズムは感染というよりも代謝異常に近い。遅発性ウイルスとしての麻疹ウイルスの関与は1970年代に確立するが、同じ頃、伝達性海綿状脳症の代謝異常説が提唱されている。生田は、クロイツフェルト・ヤコブ病の病理組織に脂質の異常を認め、1974年に脂質代謝異常説を唱えた。1978年にはslow virusという用語をやめ、伝達性海綿状脳症を提唱している。また、赤井は1984年の著書で、感染という従来の用語は不適切で、伝達(transmission)というべきと強調している。

## 動物のプリオン病
- スクレイピー - めん羊、山羊
- 慢性消耗病（CWD, 鹿慢性消耗性疾患）- シカ、トナカイ[5]
- 牛海綿状脳症 - 牛
- 伝達性ミンク脳症 - ミンク
- 猫海綿状脳症 - 猫
- クロイツフェルト・ヤコブ病(CJD) - ヒト
- ゲルストマン・ストロイスラー・シャインカー症候群(GSS) - ヒト
- 致死性家族性不眠症(FFI) - ヒト
- クールー病 - ヒト